# Good Die Young
«Good Die Young» — двадцята пісня з другого студійного альбому американського реп-гурту D12 D12 World. Звукорежисери: Майк «Dat Nigga Chav» Чаварріа та Майкл Стрендж. Зведення: Eminem і Стів Кінґ на 54 Sound. Клавішні: Джонатан Ротем. Додаткові клавішні: Луїс Ресто. Як семпл використано «Just an Old Fashioned Love Song» у виконанні Three Dog Night.
Пісню присвячено пам'яті Bugz, колишнього учасника гурту, котрого вбили 21 травня 1999. Приспів виконує Kon Artis. Послідовність куплетів реперів: Kon Artis, Bizarre, Kuniva, Proof, Swift. Kuniva згадує день, коли йому подзвонив Bizarre і повідомив про смерть Bugz. На платівці композиції передує скіт «Bugz '97», що містить фраґмент виконавця з пісні «Desperados» (1997).